# Joegoslavische voetbalbeker
De beker van Joegoslavië was het nationale voetbalbekertoernooi van Joegoslavië dat door de Joegoslavische voetbalbond werd georganiseerd.
De competitie werd van 1947-1992 in Joegoslavië gespeeld. De teams uit lagere klassen speelden in de eerste ronden, vanaf de 1/16 finale stroomden de topclubs in.
In 1992 werd het toernooi opgevolgd door de Kup Srbije i Crne Gore in de Federale Republiek Joegoslavië, vanaf de confederatie Servië en Montenegro tot de deling daarvan in 2006. De Beker van Servië werd de officiële rechtsopvolger.
De oorspronkelijke beker van Joegoslavië heeft zeven opvolgers: Beker van Bosnië en Herzegovina, Beker van Kosovo, Beker van Kroatië, Beker van Macedonië, Beker van Montenegro, Beker van Servië en Beker van Slovenië.

## Finales Joegoslavië
| Jaar               | Winnaar            | Uitslag     | Finalist           |
| ------------------ | ------------------ | ----------- | ------------------ |
| 1947               | Partizan Belgrado  | 2-0         | Naša Krila Zemun   |
| 1948               | Rode Ster Belgrado | 3-0         | Partizan Belgrado  |
| 1949               | Rode Ster Belgrado | 3-2         | Naša Krila Zemun   |
| 1950               | Rode Ster Belgrado | 1-1, 3-0    | Dinamo Zagreb      |
| 1951               | Dinamo Zagreb      | 2-0, 2-0    | Vojvodina Novi Sad |
| 1952               | Partizan Belgrado  | 6-0         | Rode Ster Belgrado |
| 1953               | BSK Belgrado       | 2-0         | Hajduk Split       |
| 1954               | Partizan Belgrado  | 4-1         | Rode Ster Belgrado |
| 1955               | BSK Belgrado       | 2-0         | Hajduk Split       |
| 1956 niet gespeeld |                    |             |                    |
| 1957               | Partizan Belgrado  | 5-3         | Radnicki Belgrado  |
| 1958               | Rode Ster Belgrado | 4-0         | Velež Mostar       |
| 1959               | Rode Ster Belgrado | 3-1         | Partizan Belgrado  |
| 1960               | Dinamo Zagreb      | 3-2         | Partizan Belgrado  |
| 1961               | Vardar Skopje      | 2-1         | Varteks Varaždin   |
| 1962               | OFK Belgrado       | 4-1         | Spartak Subotica   |
| 1963               | Dinamo Zagreb      | 4-1         | Hajduk Split       |
| 1964               | Rode Ster Belgrado | 3-0         | Dinamo Zagreb      |
| 1965               | Dinamo Zagreb      | 2-1         | Buducnost Titograd |
| 1966               | OFK Belgrado       | 6-2         | Dinamo Zagreb      |
| 1967               | Hajduk Split       | 2-1         | FK Sarajevo        |
| 1968               | Rode Ster Belgrado | 7-0         | FK Bor             |
| 1969               | Dinamo Zagreb      | 3-3 nv, 3-0 | Hajduk Split       |

| Jaar               | Winnaar            | Uitslag      | Finalist                |
| ------------------ | ------------------ | ------------ | ----------------------- |
| 1970               | Rode Ster Belgrado | 2-2, 1-0 nv  | Olimpija Ljubljana      |
| 1971               | Rode Ster Belgrado | 4-0, 2-0     | Sloboda Tuzla           |
| 1972               | Hajduk Split       | 2-1          | Dinamo Zagreb           |
| 1973               | Hajduk Split       | 1-1, 2-1     | Rode Ster Belgrado      |
| 1974               | Hajduk Split       | 1-0          | Borac Banja Luka        |
| 1975 niet gespeeld |                    |              |                         |
| 1976               | Hajduk Split       | 1-0 nv       | Dinamo Zagreb           |
| 1977               | Hajduk Split       | 2-0 nv       | Buducnost Titograd      |
| 1978               | NK Rijeka          | 1-0 nv       | Trepca Titova Mitrovica |
| 1979               | NK Rijeka          | 2-1, 0-0     | Partizan Belgrado       |
| 1980               | Dinamo Zagreb      | 1-0, 1-1     | Rode Ster Belgrado      |
| 1981               | Velež Mostar       | 3-2          | Zeljeznicar Sarajevo    |
| 1982               | Rode Ster Belgrado | 2-2, 4-2     | Dinamo Zagreb           |
| 1983               | Dinamo Zagreb      | 3-2          | FK Sarajevo             |
| 1984               | Hajduk Split       | 2-1, 0-0     | Rode Ster Belgrado      |
| 1985               | Rode Ster Belgrado | 2-1, 1-1     | Dinamo Zagreb           |
| 1986               | Velež Mostar       | 3-1          | Dinamo Zagreb           |
| 1987               | Hajduk Split       | 1-1 ns (9-8) | NK Rijeka               |
| 1988               | Borac Banja Luka   | 1-0          | Rode Ster Belgrado      |
| 1989               | Partizan Belgrado  | 6-1          | Velež Mostar            |
| 1990               | Rode Ster Belgrado | 1-0          | Hajduk Split            |
| 1991               | Hajduk Split       | 1-0          | Rode Ster Belgrado      |
| 1992               | Partizan Belgrado  | 1-0, 2-2     | Rode Ster Belgrado      |